# James Goldman
James Goldman (Chicago, 30 giugno 1927 – New York, 28 ottobre 1998) è stato un drammaturgo, sceneggiatore e librettista statunitense.

## Biografia
Nato a Chicago e cresciuto ad Highland Park (Illinois), dopo gli studi ha intrapreso una carriera nel mondo dello spettacolo scrivendo e dirigendo commedie teatrali a Broadway. Ha scritto anche alcune sceneggiature cinematografiche e televisive, oltre a dei romanzi.
Nel 1969 ha vinto l'Oscar alla migliore sceneggiatura non originale per il film Il leone d'inverno, tratto da una sua opera teatrale. Nel 1971 ha scritto il libretto per il musical di Stephen Sondheim Follies.
È morto a New York, città in cui aveva vissuto per molti anni.

## Filmografia parziale
- 1968 - Il leone d'inverno
- 1971 - Nicola e Alessandra
- 1976 - Robin e Marian
- 1985 - Il sole a mezzanotte
- 1985 - Anna Karenina